# Biblioteca Maria-Mercè Marçal
La Biblioteca Pública Maria-Mercè Marçal és una obra de les darreres tendències de Torregrossa (Pla d'Urgell) inclosa a l'Inventari del Patrimoni Arquitectònic de Catalunya.

## Descripció
Edifici públic de dues plantes. A la planta baixa hi ha la biblioteca i a la primera la llar de jubilats.
La volumetria del conjunt es delimita per l'estructura metàl·lica vista, amb pilars i coberta a dues aigües recolzada sobre encavalcades metàl·liques. El programa funcional de l'edifici es desenvolupa dins una caixa de murs arrebossats, col·locada dins l'estructura metàl·lica. La façana principal d'accés és en planta baixa una gran porxada i a la planta superior una gran terrassa.